# ميغيل أنطونيو أوتيرو
ميغيل أنطونيو أوتيرو (بالإنجليزية: Miguel Antonio Otero (born 1859))‏ (و. 1859 – 1944 م) هو كاتب عمومي، وكاتب من الولايات المتحدة الأمريكية . ولد في سانت لويس، ميزوري .
وهو عضو في الحزب الجمهوري .
توفي في سانتا فيه، نيومكسيكو .